# فهرست آبشارها بر پایه سرعت جریان
فهرست زیر، برپایهٔ سرعت جریان آبشارها تنظیم شده است.
| نام آبشار          | میانگین سرعت جریان سالیانه (m³/s) | بلندترین ریزش‌گاه (متر) | پهنا (متر) | رودخانه              | کشور/کشورها                  |
| ------------------ | --------------------------------- | ---------------------- | ---------- | -------------------- | ---------------------------- |
| آبشار بویوما       | ۱۷۰۰۰                             | ۵                      | ۱۳۷۲       | Lualaba              | جمهوری دموکراتیک کنگو        |
| آبشار گئوائیرا     | ۱۳۳۰۰                             | ۴۰                     |            | رودخانه پارانا       | پاراگوئه و برزیل             |
| آبشار سلیلو        | ۵۴۱۵                              | ۷                      | ۳۲۱۹       | رودخانه کلمبیا       | ایالات متحده آمریکا          |
| آبشار کتل          | ۲۸۰۳                              | ۱۵                     | ۵۵۰        | رودخانه کلمبیا       | ایالات متحده آمریکا          |
| آبشار نیاگارا      | ۲۴۰۷                              | ۵۱                     | ۱۲۰۳       | رودخانه نیاگارا      | کانادا و ایالات متحده آمریکا |
| آبشار ایگواسو      | ۱۷۴۶                              | ۸۲                     | ۲۷۰۰       | رود ایگواسو          | آرژانتین و برزیل             |
| آبشار ویکتوریا     | ۱۰۸۸                              | ۱۰۸                    | ۱۷۰۸       | زامبزی               | زیمبابوه و زامبیا            |
| آبشار ویلامت       | ۸۷۴                               | ۱۲                     | ۴۶۰        | رودخانه ویلامت       | ایالات متحده آمریکا          |
| آبشار ویرجینیا     | ۹۹۱                               | ۹۶                     | ۸۵۰        | رودخانه ناهانی جنوبی | کانادا                       |
| آبشار کوتنای       | ۳۶۸                               | ۹                      | ۳۰۰        | رود کوتنای           | ایالات متحده آمریکا          |
| آبشار راین (سوئیس) | ۴۷۵                               | ۲۳                     | ۱۵۰        | رودخانه راین         | سوئیس                        |
| آبشار دتیفوس       | ۱۹۳                               | ۴۵                     | ۱۰۰        | رود یوکولسا آ فیولوم | ایسلند                       |